# Roanoke International Tennis 1973
Il Roanoke International Tennis 1973 è stato un torneo di tennis giocato sul cemento. È stata la 2ª edizione del Roanoke International Tennis, che fa parte del Commercial Union Assurance Grand Prix 1973. Si è giocato a Roanoke negli Stati Uniti, dal 15 al 21 gennaio 1973.

## Campioni

### Singolare
Jimmy Connors ha battuto in finale  Ian Fletcher con il punteggio di 6–2, 6–3

### Doppio
Jimmy Connors /  Juan Gisbert Sr. hanno battuto in finale  Ian Fletcher /  Butch Seewagen con il punteggio di 6–0, 7–6